# جوليا تايلر
جوليا تايلر (بالإنجليزية: Julia Tyler)‏ ولدت في ( 4 مايو 1820م - وتوفيت في 10 يوليو 1889م )، زوجة رئيس الولايات المتحدة العاشر جون تايلر، والسيدة أولى للولايات المتحدة الأمريكية من يونيو 1844 حتى 4 مارس 1845.